# The Kill Point
The Kill Point é uma série de TV de ex-combatentes da guerra do Iraque que assumem nomes falsos de animais (Wolf, Habitt, Cat, Pig e Mouse) e assaltam um banco. Eles conseguem tirar o dinheiro do banco, mas com forte tiroteio da polícia, são obrigados a voltar para dentro do local, onde fazem reféns.O negociador da SWAT, Capitão Cali tenta negociar com Wolf, enquanto uma agente do FBI tenta resolver o caso o mais rápido possível .O milionário Beck tem sua filha Ashley como refém e está disposto a tudo para salvá-la, até salvar Wolf do banco .Então outros quatro homens, inclusive a pessoa que dirigia o carro no assalto ao banco, observa de um prédio tudo para tentar tirar Wolf e seus companheiros de lá.